# Hans Hörbiger
Han(n)s Hörbiger (Atzgersdorf (ma: Bécs), 1860. november 29. – Mauer (ma: Bécs), 1931. október 11.) osztrák mérnök és feltaláló, az első súrlódásmentes acél tányérszelep és a világjég-elmélet megalkotója.

## Élete
Hans avagy Hanns Hörbiger a Bécs melletti Atzgersdorfban született. Gyermekkorát anyjával töltötte Karintiában.
A klagenfurti reáliskola és Werschetz-beli kovácsinaskodás után a bécsi Technologisches Gewerbemuseum (kb. ipari technológia múzeum) gépészmérnöki szakának hallgatója lett, de tanulmányait nem fejezte be, mert nem tudta fizetni a tandíjat.
1881-ben egy precíziós szelepvezérlési üzemben rajzoló, majd rövid katonai szolgálat után vándorciterásként tartja el magát. 1884-től különböző gépgyárakban dolgozott.
1889-ben megházasodott, a házasságban négy fia született, közöttük Paul és Attila Hörbiger, akik a két világháború közötti korszak ismert matiné-színészei.
1891-től a budapesti Láng Gépgyár alkalmazta, ahol fűtés- és hűtéstechnikával foglalkozott.
Részt vett a budapesti földalatti vasút építésében is.
1896-ban szabadalmat szerzett egyfajta acél tányérszelepre, ami azóta Hörbiger-féle tányérszelep néven ismert. A szabadalom szerény anyagi függetlenséget hozott neki.
Mivel a Láng Gépgyár nem támogatta a találmányát, 1900-ban a Siemens & Halske – valamint Friedrich Wilhelm Rogler mérnök – segítségével egy mérnöki irodát létesített Budapesten, majd ezt 1903-ban Bécsbe költöztette, amely 1925-re a Hörbiger & Co. céggé nőtte ki magát.
1925-ben Alfred, az egyik Hörbiger-fiú, csatlakozott a céghez és átvette annak vezetését, míg Hanns Hörbiger a tudományoknak szentelte magát, egészen 1931-ben bekövetkezett haláláig.
Alfred Hörbiger vezetése alatt a vállalat gyors fejlődésnek indult; Bécsben egy üzemet nyitottak és Düsseldorfban egy leányvállalatot alapítottak. Hörbiger Anglia felé terjeszkedett és számos licencszerződést kötött Európában és Észak-Amerikában dugattyús kompresszorok és hajó-dízelmotorok vezető gyártóival.
Az eredetiség és feltalálói tehetség meghozta a sikert. A tányérszelep egyre bonyolultabbá vált: Hörbiger különféle nagynyomású szelepeket és kompresszorvezérlő rendszereket fejlesztett ki.
1937-re a termelés 98 százaléka exportra került. A Hörbiger név a megbízható védjeggyé vált.
A Hoerbiger & Co. cégből fejlődött Hoerbiger Holding jelenleg piacvezető a kompresszor-alkatrészek terén.
Hörbiger sírhelye a bécsi Mauer Temetőben (Friedhof Mauer) található.

## A világjég-elmélet
Hörbiger volt a szerzője az áltudományos világjég-elméletnek (Welteislehre, WEL), amelyet 1912-ben tett közzé a Philipp Fauth német amatőrcsillagász és felsőiskolai tanár együttműködésével írt, Hörbigers Glacial-Kosmogonie című könyvében.
Ennek az elméletnek az alapgondolata még 1894-ben fogalmazódott meg Hörbigerben, amikor távcsővel nézte a Holdat, és „rádöbbent”, hogy az ottani hegyek jégből vannak. Ehhez járultak későbbi, látomásoknak vélt álmai, valamint a hővel végzett kísérletei, amelyeknek az eredményeit általánosítja és kiterjeszti az egész világegyetemre. 
Ezek szerint a csillagászati jelenségek magyarázata a jég felsőbbrendűségében rejlik.
Az elmélettel véget vetett a modern absztrakt asztronómiának, és különösen a 20-as és 30-as években, sok rajongót és szimpatizánst szerzett.
Az elmélet szerint az egész Tejútrendszer jégdarabokból áll, amelyek a Napba zuhannak; ezek okozzák a napkitöréseket.
A jégmeteoritok földi légkörbe hullása okozza a jégesőt és a közönséges esőt.
Maga a Hold is teljes egészében jégből áll, az elmélet szerint.
A Harmadik Birodalom sok magas rangú tagja ragaszkodott és sok áltudománnyal kapcsolatban álló szervezet kötődött ehhez a világ-elrendezéshez, különösen Heinrich Himmler az irányítása alatt álló Ahnenerbe kutatóközpontjain keresztül, amelybe 1938-ban Philipp Fauth is belépett és professzori címet kapott.
A szakosodott tudományos körök kevés figyelmet szenteltek a világjég-elméletnek, és alapjaiban megcáfolták a kijelentéseit.
Az elméletet a huszadik század közepén Hans Schindler Bellamy népszerűsítette könyveiben.

## Egyebek
Hörbigerről egy holdkrátert is elneveztek, amelyet 1942 után átkereszteltek Deslandres-kráternek.
Hörbiger két fia, Paul és Attila a két világháború közötti időkben ismert matiné-színészek voltak. Attila Hörbiger három leánya, Elisabeth, Christiane és Maresa szintén jónevű színésznő lett. Hanns dédunokája, Paul Hörbiger unokája, Mavie Hörbiger szintén ünnepelt színésznő.

## Fordítás
- Ez a szócikk részben vagy egészben  a   Hanns_Hörbiger című német Wikipédia-szócikk fordításán alapul.  Az eredeti cikk szerkesztőit annak laptörténete sorolja fel. Ez a jelzés csupán a megfogalmazás eredetét és a szerzői jogokat jelzi, nem szolgál a cikkben szereplő információk forrásmegjelöléseként.